# NOVAうさぎ
NOVAうさぎ（ノヴァうさぎ）は、英会話スクール企業である株式会社NOVAの企業キャラクターである。
2002年9月にNOVAのテレビコマーシャルで初登場し人気を博した。アニメーション制作は東映CM。

## 特徴
黄色い嘴とウサギの耳を持つピンク色のキャラクター（ウサギでも鳥でもない謎の生物）である。性別・年齢・国籍・出生地不明。首元にはNOVAの頭文字「N」のマークをつけている。ウサギの耳と鳥の嘴は、「いっぱい聞けて、いっぱいしゃべれる」というNOVAの基本理念を表しているとされる。
ウサギのような耳は、CM内でもぎ取られた際に瞬時に再生したり、ヘッドフォンを頭の横につけていることから、正確には耳ではないとされる。また、表情は基本的に目を閉じている事が多く、たまに開かれた時の目は黄色く瞳がないという特徴がある。

## 声の出演
楽曲「いっばいきけていっぱいしゃべれる」内の声はポップユニットOur Hourのボーカルの草壁ゆう子が、CM内でのセリフは緒方りおが担当している。

## 来歴
放送されたテレビコマーシャルで人気を博し、一種の社会現象となった。その後さまざまなキャラクター商品が作られている。この現象はインターネット上でも確認されており、ムネオハウスや騒音おばさんのような音声のサンプリングによる音楽や、NOVAうさぎを用いたFlashなどが公開されている。
NOVAうさぎのキャラクター商品は、元々NOVAに入会した人だけが期間限定でもらえるノヴェルティーグッズだったが、好評につき期間が延長され、さらに一般にも販売されるようになった。
タケモトピアノのテレビコマーシャルと同様に、小さい子供にテレビコマーシャルを見せる（聞かせる）と、集中して見る（泣き止む）という実例が、多数見受けられる。
2005年4月より、テレビ東京系列にて放送されている「オトナ語の謎。」に出演していたが、同年9月末で終了した。
2005年4月より、NOVAは新キャラクター「キクちゃんとシャベール」も推しているが、人気・知名度ともNOVAうさぎの方がはるかに上であるため、電車の中吊り広告やスクール前の幟及びNOVAのwebサイトなどに今でもNOVAうさぎが登場している。
2005年12月8日、NOVAうさぎがプロデュースするという設定の女性歌手「24（Niyon、ニヨン）ちゃん」がデビューした。
2006年1月より放送されたお正月編（3）において謎のキャラクターであるNOVAパンダが出現、NOVAうさぎは驚愕する。そして間をおいて3月に放送されたアルバム編によって過去のCMにもこっそり出演していたという事実が明らかになった（実際には出演していない）。
2006年9月時点で、NOVAに入会した人だけが期間限定でもらえるノヴェルティーグッズは「NOVAパンダ」に変更されている。
2007年1月、江崎グリコとのタイアップを行った3種類のポッキー（ポッキーでキッポーおまじなイングリッシュ）とGABA（ガンバGABAる受験生にリスニング英語のコツ）が発売された。ポッキーの小包装に登場する図柄は15種類、GABAの袋は6種類、GABAの缶は未確認、のNOVAうさぎの図柄がついている。
2007年6月、NOVAでの業務一部停止命令を受けNOVAうさぎの使用を自粛。
その後NOVAの経営を引き継いだジー・エデュケーション（現・NOVAホールディングス）が2008年1月からNOVA復活祭と題したキャンペーンを開始。NOVAうさぎも2009年3月より復帰。

## CM一覧
2006年 1月現在、NOVAうさぎが登場するテレビコマーシャルが36種類放送された。
1. 0001デビュー編
2. 0002散歩編
3. 0003DJ編
4. 0004飛行機編01「さぁ～どぉでしょう?」
5. 0004飛行機編02「二度とやらないよぉ～」
6. 0005サッカー編
7. 0006汽車編
8. 0007サーフィン編01「さぁ～いきますよぉ～」
9. 0007サーフィン編02「かわせるか～い」
10. 0008ホーム編01「なんか用!」（メンゴ、メンゴ）
11. 0008ホーム編02「ウソよ」（目が点）
12. 0009クリスマス編(1)01（ジングルベル）
13. 0009クリスマス編(1)02（グローリー）
14. 0010お正月編(1)01「一人多いんじゃぁない?」
15. 0010お正月編(1)02「まだ乗ってるの?」
16. 0011ロボNOVA編
17. 0012スノーボード編
18. 0013船編01「まじで」（男性前向き）
19. 0013船編02「ポン」（男性後ろ向き）
20. 0014ダンス編01「ガォ～」
21. 0014ダンス編02
22. 0015ヒッチハイク編
23. 0016盆踊り編
24. 0017バイクレース編
25. 0018クリスマス編（2）01（ジングルベル）
26. 0018クリスマス編（2）02（グローリー）
27. 0019お正月編（2）01(ピーマン)
28. 0019お正月編（2）02(冷蔵庫)
29. 0019お正月編（2）03(滝)
30. 0020魔法のランプ編
31. 0021花火編
32. 0022お正月編（3）
33. 0023スーパーNOVAうさぎ編（1）
34. 0024アルバム編
35. 0025スーパーNOVAうさぎ編（2）
36. 0026スーパーNOVAうさぎ編（3）
37. 0027お正月編（4)

2005年2月、魔法のランプ編にて、テレビコマーシャルは卒業というアナウンスがなされた。
2005年7月に0016盆踊り編が再放送され、続いて0021花火編が放送された。
2006年1月、0022お正月編(3）が放送され、0019お正月編（2）01「ピーマン」も再放送された。続いて、0023スーパーNOVAうさぎ編（1）が放送された。3月からは0024アルバム編、0025スーパーNOVAうさぎ編（2）が放送されている。8月からは0021花火編が再放送された。9月からは0026スーパーNOVAうさぎ編（3）「トレーニング編」が放送された。
2007年1月、0027お正月編（4）が放送され、0019お正月編（2）01「ピーマン」も再放送されている。

## CM一覧（ジーコム・ノバ、ジー・エデュケーション）
1. 0001紙芝居篇　-　（2009年3～4月）
2. 0002記者会見篇　-　（2009年6～7月）
3. 0003テレビショッピング篇　-　（2009年7月）
4. 0004スタジアム篇　-　（2009年8月）
5. 0005漫才篇　-　（2009年9～12月）
6. 0006神輿篇　-　(2010年1～3月)
7. 0007花火師篇　-　（2010年7月・9月）
8. 0008赤い糸篇（ジーエデュケーション企業イメージCM）　-　（2010年7月～）
9. 0009メッセージ篇　-　（2010年10月～12月）

## CM一覧（(株)NOVA）
1. 0001耳バット篇   -   （2016年1月〜）
2. 0002NOVAの方船篇   -   （2016年1月〜）

## 「オトナ語の謎。」放送一覧
1. お世話になっております
2. 悪くない & 悪くはない
3. いま、お電話大丈夫ですか?
4. きんきん・とんとん・カツカツ
5. お疲れ様です
6. 逆にどうですか?
7. またなにかございましたらお願いいたします
8. いずれにしても & ということにしときましょうか
9. 南の島にでも行きたいなぁ & 温泉もいいよねぇ
10. 折り返す! & いまいない
11. …いそがしい? 今なにやってんだっけ?
12. ガス抜き
13. 席を外しております
14. なるはや
15. マネージャー
16. ちょっと一瞬いい
17. ドラスティック
18. 裏紙
19. アテンド ニアリーイコール
20. なにもしてないよ!
21. いい人なんだけどね
22. 忘れてください
23. 全員野球
24. よろしくお願いいたします

## 関連商品
- CMソング『NOVAうさぎのうた ～いっぱい聞けて、いっぱいしゃべれる～』（2003年4月23日発売）曲はOur Hour、発売元はサイトロン・デジタルコンテンツ、プロデューサーは志倉千代丸、CD-EXTRA仕様でNOVAうさぎのプロモーションビデオ収録。
- 2004年3月18日にタイトーのボードゲーム「爆笑人生劇場シリーズ」とコラボレーションしたPS2用ソフト「爆笑!!人生回道 NOVAうさぎが見てるぞ!!」が発売された。
- 2006年10月、コナミデジタルエンタテインメント（アーケード部門は2016年11月1日にコナミアミューズメントに移管）の開発・製作による英語学習ゲームNOVAうさぎのゲームde留学!?が全国のアミューズメント施設で稼動を開始（2009年3月オンラインサービス終了）。

## 記録
- キャラクター商品の発売から3ヵ月間の売り上げは2億6000万円に達した[2]。
- CMソング『NOVAうさぎのうた ～いっぱい聞けて、いっぱいしゃべれる～』はオリコン12位を記録した。
- CM総合研究所調べによる2003年度のCM好感度ランキングでNOVAうさぎのCMが2位（1位はサントリー「燃焼系アミノ式」）。同じくCMタレント好感度ランキングでNOVAうさぎが総合3位（1位はSMAP、2位は浜崎あゆみ）。